# Gai Valeri Leví (pretor)
Gai Valeri Leví (en llatí Caius Valerius Laevinus) va ser un magistrat romà. Era fill del cònsol Caius Valerius Laevinus. Formava part de la gens Valèria i era de la família dels Leví.
Titus Livi diu que va ser nomenat pretor l'any 177 aC i va obtenir com a província la Gàl·lia Cisalpina.